# Phù nề
Phù nề là một sự tích tụ bất thường của chất lỏng trong kẽ, nằm bên dưới da và trong các khoang của cơ thể, có thể gây đau dữ dội. Trên lâm sàng, phù nề biểu hiện như sưng. Lượng chất kẽ được xác định bằng cân bằng chất lỏng cân bằng nội môi và tăng tiết dịch vào trong kẽ. Từ này là từ tiếng Hy Lạp οἴδημα oídēma có nghĩa là "sưng". Tình trạng này cũng được biết đến (chủ yếu từ thời cổ xưa) như là bệnh phù.

## Phân loại
Phù nề da được gọi là "rỗ" khi, sau khi áp lực được áp dụng cho một khu vực nhỏ, vết lõm vẫn tồn tại sau khi giải phóng áp lực. Phù nề rỗ ngoại vi, như minh họa trong hình minh họa, là loại phổ biến hơn, do giữ nước. Nó có thể là do các bệnh hệ thống, mang thai ở một số phụ nữ, trực tiếp hoặc do suy tim, hoặc các tình trạng tại chỗ như giãn tĩnh mạch, viêm tắc tĩnh mạch, côn trùng cắn và viêm da.
Phù nề không rỗ được quan sát thấy khi thụt đầu dòng không tồn tại. Nó được kết hợp với các điều kiện như lymphedema, lipedema, và myxedema.
Phù nề do suy dinh dưỡng xác định kwashiorkor, một dạng suy dinh dưỡng protein năng lượng cấp tính ở trẻ em đặc trưng bởi phù nề, khó chịu, biếng ăn, dermatoses loét, và gan mở rộng với thâm nhiễm mỡ.